# Liste des matchs de l'équipe de France féminine de handball par adversaire
 (février 2022).
Cet article présente une liste non exhaustive des matchs de l'équipe de France féminine de handball par adversaire

## Liste des matchs contre les sélections actuelles

### Allemagne
| Type            | Rencontres | Victoires | Nuls | Défaites | Buts pour | Buts contre | Différence |
| --------------- | ---------- | --------- | ---- | -------- | --------- | ----------- | ---------- |
| Handball à onze | 2          | 0         | 0    | 2        | 2         | 11          | -9         |
| Handball à sept | 4          | 2         | 1    | 1        | 119       | 111         | +8         |

### Angola
| Rencontres | Victoires | Nuls | Défaites | Buts pour | Buts contre | Différence |
| ---------- | --------- | ---- | -------- | --------- | ----------- | ---------- |
| 6          | 5         | 0    | 1        | 174       | 142         | +32        |

### Argentine
| Rencontres | Victoires | Nuls | Défaites | Buts pour | Buts contre | Différence |
| ---------- | --------- | ---- | -------- | --------- | ----------- | ---------- |
| 4          | 4         | 0    | 0        | 117       | 46          | +71        |

### Australie
| Date            | Lieu           | Match              | Score | Compétition                                                         |
| 4 décembre 2003 | Split, Croatie | France - Australie | 33-13 | Championnat du monde féminin de handball 2003 (1er tour - Groupe A) |

| Rencontres | Victoires | Nuls | Défaites | Buts pour | Buts contre | Différence |
| ---------- | --------- | ---- | -------- | --------- | ----------- | ---------- |
| 1          | 1         | 0    | 0        | 33        | 13          | 20         |

### Autriche
| Date             | Lieu               | Match             | Score | Compétition                                                               |
| 5 décembre 1999  | Trondheim, Norvège | Autriche - France | 22-19 | Championnat du monde féminin de handball 1999 (1er tour - Groupe B)       |
| 1er octobre 2000 | Sydney, Australie  | France - Autriche | 32-33 | Jeux olympiques de 2000 (Match de classement - Places 5 et 6)             |
| 10 décembre 2003 | Zagreb, Croatie    | Autriche - France | 25-28 | Championnat du monde féminin de handball 2003 (Tour principal - Groupe 1) |
| 15 décembre 2009 | Yangzhou, Chine    | France - Autriche | 35-20 | Championnat du monde féminin de handball 2009 (Tour principal - Groupe 1) |

| Type            | Rencontres | Victoires | Nuls | Défaites | Buts pour | Buts contre | Différence |
| --------------- | ---------- | --------- | ---- | -------- | --------- | ----------- | ---------- |
| Handball à onze | 3          | 0         | 1    | 2        | 7         | 19          | -12        |

### Biélorussie
| Date              | Lieu                  | Match                | Score | Compétition                                                         |
| 1er décembre 1997 | Sarrebruck, Allemagne | Biélorussie - France | 17-30 | Championnat du monde féminin de handball 1997 (1er tour - Groupe B) |

### Brésil
| Date              | Lieu              | Match           | Score | Compétition                                                               |
| 30 septembre 2000 | Sydney, Australie | Brésil - France | 23-32 | Jeux olympiques de 2000 (Match de classement - Places 5 à 8)              |
| 3 décembre 2003   | Split, Croatie    | Brésil - France | 15-33 | Championnat du monde féminin de handball 2003 (1er tour - Groupe A)       |
| 15 décembre 2005  | Russie            | Brésil - France | 35-23 | Championnat du monde féminin de handball 2005 (Tour principal - Groupe 2) |
| 5 décembre 2009   | Wuxi, Chine       | France - Brésil | 20-22 | Championnat du monde féminin de handball 2009 (1er tour - Groupe A)       |
| 6 décembre 2011   | São Paulo, Brésil | France - Brésil | 22-26 | Championnat du monde féminin de handball 2011 (1er tour - Groupe C)       |
| 30 juillet 2024   | Paris, France     | France - Brésil | 26-20 | Jeux olympiques de 2024 (3ème journée - Groupe B)                         |

| Rencontres | Victoire | Nuls | Défaites | Buts pour | Buts contre | Difference |
| ---------- | -------- | ---- | -------- | --------- | ----------- | ---------- |
| 6          | 3        | 0    | 3        | 156       | 141         | 15         |

### Cameroun
| Date            | Lieu   | Match             | Score | Compétition                                                         |
| 7 décembre 2005 | Russie | France - Cameroun | 33-17 | Championnat du monde féminin de handball 2005 (1er tour - Groupe D) |

### Canada
| Date             | Lieu                  | Match           | Score | Compétition                                                         |
| 29 novembre 1990 | Corée du Sud          | Canada - France | 21-24 | Championnat du monde féminin de handball 1990 (Tour de classement)  |
| 5 décembre 1997  | Sarrebruck, Allemagne | France - Canada | 32-17 | Championnat du monde féminin de handball 1997 (1er tour - Groupe B) |

### Chine
| Date            | Lieu            | Match          | Score | Compétition                                                         |
| 8 décembre 2001 | Bolzano, Italie | France - Chine | 29-18 | Championnat du monde féminin de handball 2001 (1er tour - Groupe A) |
| 17 août 2008    | Pékin, Chine    | France - Chine | 18-21 | Jeux olympiques de 2008 (1er tour - Groupe A)                       |
| 23 août 2008    | Pékin, Chine    | Chine - France | 23-31 | Jeux olympiques de 2008 (Match de classement - Places 5 et 6)       |

### Congo
| Date            | Lieu          | Match                        | Score | Compétition                                                         |
| 30 mars 2008    | Nîmes, France | République du Congo - France | 19-36 | tournoi de Qualification pour les Jeux olympiques de 2008           |
| 9 décembre 2009 | Wuxi, Chine   | France - République du Congo | 29-22 | Championnat du monde féminin de handball 2009 (1er tour - Groupe A) |

### Corée du Sud
| Date              | Lieu                 | Match                 | Score | Compétition                                                                         |
| 5 décembre 1986   | Pays-Bas             | France - Corée du Sud | 11-27 | Championnat du monde féminin de handball 1986 (1er tour - Groupe D)                 |
| 17 septembre 2000 | Sydney, Australie    | Corée du Sud - France | 25-18 | Jeux olympiques de 2000 (1er tour - Groupe A)                                       |
| 9 décembre 2003   | Zagreb, Croatie      | France - Corée du Sud | 25-27 | Championnat du monde féminin de handball 2003 (Tour principal - Groupe 1)           |
| 23 août 2004      | Athènes, Grèce       | Corée du Sud - France | 30-23 | Jeux olympiques de 2004 (1er tour - Groupe B)                                       |
| 27 août 2004      | Athènes, Grèce       | France - Corée du Sud | 31-32 | Jeux olympiques de 2004 (1/2 Finale)                                                |
| 15 décembre 2007  | Paris, France        | Corée du Sud - France | 25-26 | Championnat du monde féminin de handball 2007 (Match de classement - Places 5 et 6) |
| 29 mars 2008      | Nîmes, France        | France - Corée du Sud | 25-25 | tournoi de Qualification pour les Jeux olympiques de 2008                           |
| 3 août 2012       | Londres, Royaume-Uni | Corée du Sud - France | 21-24 | Jeux olympiques de 2012 (1er tour - Groupe B)                                       |

### Côte d'Ivoire
| Date             | Lieu               | Match                  | Score | Compétition                                                         |
| 30 novembre 1999 | Trondheim, Norvège | France - Côte d'Ivoire | 31-19 | Championnat du monde féminin de handball 1999 (1er tour - Groupe B) |
| 28 mars 2008     | Nîmes, France      | France - Côte d'Ivoire | 34-10 | tournoi de Qualification pour les Jeux olympiques de 2008           |

### Croatie
| Date             | Lieu                  | Match            | Score | Compétition                                                         |
| 2 décembre 1997  | Sarrebruck, Allemagne | Croatie - France | 21-20 | Championnat du monde féminin de handball 1997 (1er tour - Groupe B) |
| 6 décembre 2003  | Split, Croatie        | Croatie - France | 20-28 | Championnat du monde féminin de handball 2003 (1er tour - Groupe A) |
| 4 décembre 2007  | Pau, France           | France - Croatie | 28-26 | Championnat du monde féminin de handball 2007 (1er tour - Groupe A) |
| 7 juin 2009      | Kutina, Croatie       | Croatie - France | 27-23 | Qualification pour le Championnat du monde féminin de handball 2009 |
| 14 juin 2009     | Lyon, France          | France - Croatie | 32-24 | Qualification pour le Championnat du monde féminin de handball 2009 |
| 28 novembre 2010 | Paris, France         | France - Croatie | 19-20 | tournoi de Paris Ile de France 2010 (Match pour la 3e Place)        |

### Cuba
| Date            | Lieu               | Match         | Score | Compétition                                                         |
| 4 décembre 1999 | Trondheim, Norvège | France - Cuba | 34-21 | Championnat du monde féminin de handball 1999 (1er tour - Groupe B) |
| 8 décembre 2011 | São Paulo, Brésil  | France - Cuba | 38-18 | Championnat du monde féminin de handball 2011 (1er tour - Groupe C) |

### Danemark
| Date              | Lieu                 | Match             | Score | Compétition                                                               |
| 9 décembre 1999   | Hamar, Norvège       | Danemark - France | 17-19 | Championnat du monde féminin de handball 1999 (1/4 de Finale)             |
| 28 septembre 2000 | Sydney, Australie    | France - Danemark | 26-28 | Jeux olympiques de 2000 (1/4 de Finale)                                   |
| 6 décembre 2001   | Bolzano, Italie      | France - Danemark | 20-21 | Championnat du monde féminin de handball 2001 (1er tour - Groupe A)       |
| 15 août 2004      | Athènes, Grèce       | Danemark - France | 35-26 | Jeux olympiques de 2004 (1er tour - Groupe B)                             |
| 13 décembre 2005  | Russie               | Danemark - France | 22-19 | Championnat du monde féminin de handball 2005 (Tour principal - Groupe 2) |
| 6 décembre 2009   | Wuxi, Chine          | Danemark - France | 24-16 | Championnat du monde féminin de handball 2009 (1er tour - Groupe A)       |
| 21 septembre 2010 | Aarhus, Danemark     | Danemark - France | 32-29 | World Cup 2010 (1er tour)                                                 |
| 26 septembre 2010 | Aarhus, Danemark     | Danemark - France | 26-28 | World Cup 2010 (Match pour la 3e Place)                                   |
| 16 décembre 2011  | São Paulo, Brésil    | France - Danemark | 28-23 | Championnat du monde féminin de handball 2011 (1/2 Finale)                |
| 14 juillet 2012   | Drammen, Norvège     | France - Danemark | 19-22 | Scandinavian Open Cup 2012                                                |
| 5 août 2012       | Londres, Royaume-Uni | Danemark - France | 24-30 | Jeux olympiques de 2012 (1er tour - Groupe B)                             |
| 5 octobre 2012    | Aarhus, Danemark     | Danemark - France | 32-27 | Golden League 2012                                                        |
| 23 novembre 2012  | Bergen, Norvège      | France - Danemark | 24-22 | Golden League 2012                                                        |
| 6 décembre 2012   | Niš, Serbie          | Danemark - France | 28-27 | Championnat d'Europe féminin de handball 2012 (1er tour - Groupe B)       |
| 13 décembre 2024  | Vienne, Autriche     | Danemark - France | 24-22 | Championnat d'Europe de handball féminin 2024 (demi finale)               |

### Espagne
| Date             | Lieu                  | Match            | Score | Compétition                                                                     |
| 11 décembre 2001 | Bressanone, Italie    | Espagne - France | 25-32 | Championnat du monde féminin de handball 2001 (1/8e de Finale)                  |
| 2 décembre 2003  | Split, Croatie        | France - Espagne | 28-25 | Championnat du monde féminin de handball 2003 (1er tour - Groupe A)             |
| 17 août 2004     | Athènes, Grèce        | France - Espagne | 27-20 | Jeux olympiques de 2004 (1er tour - Groupe B)                                   |
| 18 décembre 2009 | Nankin, Chine         | France - Espagne | 27-23 | Championnat du monde féminin de handball 2009 (1/2 Finale)                      |
| 24 avril 2011    | Volklingen, Allemagne | France - Espagne | 25-22 | tournoi des Quatre Nations                                                      |
| 30 juillet 2012  | Londres, Royaume-Uni  | France - Espagne | 18-18 | Jeux olympiques de 2012 (1er tour - Groupe B)                                   |
| 30 novembre 2012 | Cannes, France        | France - Espagne | 30-27 | Match Amical                                                                    |
| 3 août 2024      | Paris, France         | France - Espagne | 32-24 | Jeux olympiques de 2024 (5ème journée - Groupe B)                               |
| 30 novembre 2024 | Bâle, Suisse          | France - Espagne | 24-22 | Championnat d'Europe de handball féminin 2024 (2ème match de tour préliminaire) |

### États-Unis
| Date            | Lieu     | Match               | Score | Compétition                                                        |
| 8 décembre 1986 | Pays-Bas | États-Unis - France | 11-21 | Championnat du monde féminin de handball 1986 (Tour de classement) |

### Grande-Bretagne
| Date        | Lieu          | Match                    | Score | Compétition                                                         |
| 30 mai 2010 | Lille, France | France - Grande-Bretagne | 34-15 | Qualification pour le Championnat d'Europe féminin de handball 2010 |

### Grèce
| Date            | Lieu   | Match          | Score | Compétition                                                         |
| 29 janvier 1997 | France | France - Grèce | 26-14 | Qualification pour le Championnat du monde féminin de handball 1997 |
| 31 janvier 1997 | Grèce  | Grèce - France | 12-31 | Qualification pour le Championnat du monde féminin de handball 1997 |

### Hongrie
| Date              | Lieu    | Match            | Score     | Compétition                                                     |
| 26 septembre 1949 | Hongrie | France - Hongrie | 3-7 (2-3) | Championnat du monde féminin de handball à onze 1949 (2e tour), |

| Date              | Lieu                 | Match            | Score        | Compétition                                                                         |
| 19 septembre 2000 | Sydney, Australie    | France - Hongrie | 22-23        | Jeux olympiques de 2000 (1er tour - Groupe A)                                       |
| 16 décembre 2001  | Italie               | France - Hongrie | 31-30        | Championnat du monde féminin de handball 2001 (Match de classement - Places 5 et 6) |
| 14 décembre 2003  | Croatie              | France - Hongrie | 32-29 (a.p.) | Championnat du monde féminin de handball 2003 (Finale)                              |
| 26 août 2004      | Athènes, Grèce       | Hongrie - France | 23-25        | Jeux olympiques de 2004 (1/4 de Finale)                                             |
| 14 décembre 2007  | Paris, France        | Hongrie - France | 27-32        | Championnat du monde féminin de handball 2007 (Match de classement - Places 5 à 8)  |
| 23 septembre 2010 | Aarhus, Danemark     | France - Hongrie | 29-26        | World Cup 2010 (1er tour)                                                           |
| 8 décembre 2010   | Lillehammer, Norvège | France - Hongrie | 18-21        | Championnat d'Europe féminin de handball 2010 (1er tour - Groupe D)                 |
| 25 janvier 2024   | Paris, France        | France - Hongrie | 31-28        | Jeux olympiques de 2024 (1er tour - Groupe B)                                       |
| 10 décembre 2024  | Debrecen, Hongrie    | France - Hongrie | 30-27        | Championnat d'Europe féminin de handball 2024 (4ème journée - Groupe I)             |
| 15 décembre 2024  | Vienne, Autriche     | France - Hongrie | 24-25        | Championnat d'Europe féminin de handball 2024 (match pour la 3ème place)            |

### Islande
| Date        | Lieu               | Match            | Score | Compétition                                                         |
| 26 mai 2010 | Reykjavik, Islande | Islande - France | 24-27 | Qualification pour le Championnat d'Europe féminin de handball 2010 |

### Japon
| Date             | Lieu              | Match          | Score | Compétition                                                         |
| 10 décembre 1986 | Pays-Bas          | France - Japon | 15-16 | Championnat du monde féminin de handball 1986 (Tour de classement)  |
| 3 décembre 2011  | São Paulo, Brésil | France - Japon | 41-22 | Championnat du monde féminin de handball 2011 (1er tour - Groupe C) |
| 26 mai 2012      | Lyon, France      | Japon - France | 17-30 | Tournoi de Qualification pour les Jeux olympiques de 2012           |

### Kazakhstan
| Date            | Lieu         | Match               | Score | Compétition                                                         |
| 3 décembre 2007 | Pau, France  | Kazakhstan - France | 20-31 | Championnat du monde féminin de handball 2007 (1er tour - Groupe A) |
| 11 août 2008    | Pékin, Chine | Kazakhstan - France | 18-21 | Jeux olympiques de 2008 (1er tour - Groupe A)                       |

### Lituanie
| Date             | Lieu             | Match             | Score | Compétition                                                         |
| 23 novembre 2011 | Alytus, Lituanie | Lituanie - France | 25-40 | Qualification pour le Championnat d'Europe féminin de handball 2012 |
| 3 juin 2012      | Nantes, France   | France - Lituanie | 38-26 | Qualification pour le Championnat d'Europe féminin de handball 2012 |

### Macédoine du Nord
| Date            | Lieu                     | Match              | Score | Compétition                                                               |
| 4 décembre 2001 | Bolzano, Italie          | France - Macédoine | 31-17 | Championnat du monde féminin de handball 2001 (1er tour - Groupe A)       |
| 5 décembre 2005 | Russie                   | France - Macédoine | 25-22 | Championnat du monde féminin de handball 2005 (1er tour - Groupe D)       |
| 8 décembre 2007 | Metz, France             | Macédoine - France | 23-29 | Championnat du monde féminin de handball 2007 (Tour principal - Groupe 1) |
| 22 mars 2012    | Skopje, Macédoine        | Macédoine - France | 30-27 | Qualification pour le Championnat d'Europe féminin de handball 2012       |
| 25 mars 2012    | Clermont-Ferrand, France | France - Macédoine | 40-20 | Qualification pour le Championnat d'Europe féminin de handball 2012       |
| 4 décembre 2012 | Niš, Serbie              | France - Macédoine | 29-16 | Championnat d'Europe féminin de handball 2012 (1er tour - Groupe B)       |

### Monténégro
| Date             | Lieu                 | Match               | Score | Compétition                                                                        |
| 18 décembre 2010 | Herning, Danemark    | Monténégro - France | 19-23 | Championnat d'Europe féminin de handball 2010 (Match de classement - Places 5 & 6) |
| 27 mai 2012      | Lyon, France         | France - Monténégro | 20-22 | Tournoi de Qualification pour les Jeux olympiques de 2012                          |
| 7 août 2012      | Londres, Royaume-Uni | Monténégro - France | 23-22 | Jeux olympiques de 2012 (1/4 de Finale)                                            |
| 6 décembre 2024  | Debrecen, Hongrie    | France - Monténégro | 31-23 | Championnat d'Europe féminin de handball 2024(2ème journée Groupe I)               |

### Norvège
| Date             | Lieu                  | Match            | Score   | Compétition                                                               |
| 4 décembre 1997  | Sarrebruck, Allemagne | France - Norvège | 19-23   | Championnat du monde féminin de handball 1997 (1er tour - Groupe B)       |
| 12 décembre 1999 | Lillehammer, Norvège  | France - Norvège | 24-25   | Championnat du monde féminin de handball 1999 (Finale)                    |
| 13 décembre 2001 | Bolzano, Italie       | France - Norvège | 26-29   | Championnat du monde féminin de handball 2001 (1/4 de Finale)             |
| 11 décembre 2007 | Metz, France          | France - Norvège | 26-24   | Championnat du monde féminin de handball 2007 (Tour principal - Groupe 1) |
| 15 août 2008     | Pékin, Chine          | France - Norvège | 24-34   | Jeux olympiques de 2008 (1er tour - Groupe A)                             |
| 7 décembre 2010  | Lillehammer, Norvège  | Norvège - France | 33-22   | Championnat d'Europe féminin de handball 2010 (1er tour - Groupe D)       |
| 21 avril 2011    | Volklingen, Allemagne | France - Norvège | 22 - 18 | tournoi des Quatre Nations                                                |
| 29 juillet 2011  | Toulon, France        | France - Norvège | 29-18   | Match Amical                                                              |
| 31 juillet 2011  | Nîmes, France         | France - Norvège | 29-19   | Match Amical                                                              |
| 18 décembre 2011 | Sao Paulo, Brésil     | France - Norvège | 24-32   | Championnat du monde féminin de handball 2011 (Finale)                    |
| 15 juillet 2012  | Drammen, Norvège      | France - Norvège | 20-28   | Scandinavian Open Cup 2012                                                |
| 28 juillet 2012  | Londres, Royaume-Uni  | Norvège - France | 23-24   | Jeux olympiques de 2012 (1er tour - Groupe B)                             |
| 7 octobre 2012   | Aarhus, Danemark      | Norvège - France | 22-27   | Golden League 2012                                                        |
| 25 novembre 2012 | Bergen, Norvège       | France - Norvège | 23-22   | Golden League 2012                                                        |
| 10 décembre 2012 | Belgrade, Serbie      | Norvège - France | 30-19   | Championnat d'Europe féminin de handball 2012 (Tour principal - Groupe 1) |
| 10 août 2024     | Paris, France         | Norvège - France | 29-21   | Jeux olympiques de 2024 (finale)                                          |

### Ouzbékistan
| Date             | Lieu                  | Match                | Score | Compétition                                                         |
| 30 novembre 1997 | Sarrebruck, Allemagne | France - Ouzbékistan | 39-17 | Championnat du monde féminin de handball 1997 (1er tour - Groupe B) |

### Pays-Bas
| Date             | Lieu                 | Match             | Score | Compétition                                                               |
| 5 décembre 2001  | Bolzano, Italie      | Pays-Bas - France | 21-22 | Championnat du monde féminin de handball 2001 (1er tour - Groupe A)       |
| 12 décembre 2010 | Lillehammer, Norvège | Pays-Bas - France | 21-23 | Championnat d'Europe féminin de handball 2010 (Tour principal - Groupe 2) |
| 28 juillet 2024  | Paris, France        | Pays-Bas - France | 28-32 | jeux olympiques de 2024 (2ème journée - Groupe B)                         |

| Type            | Rencontres | Victoires | Nuls | Défaites | Buts pour | Buts contre | Différence |
| --------------- | ---------- | --------- | ---- | -------- | --------- | ----------- | ---------- |
| Handball à onze | 4          | 0         | 0    | 4        | 5         | 17          | -12        |
| Handball à sept | 3          | 3         | 0    | 0        | 77        | 70          | 7          |

### Pologne
| Date             | Lieu               | Match            | Score | Compétition                                                                    |
| 9 décembre 1986  | Pays-Bas           | France - Pologne | 17-19 | Championnat du monde féminin de handball 1986 (Tour de classement)             |
| 26 novembre 1990 | Corée du Sud       | Pologne - France | 29-19 | Championnat du monde féminin de handball 1990 (1er tour - Groupe A)            |
| 7 décembre 1997  | Hanovre, Allemagne | France - Pologne | 20-30 | Championnat du monde féminin de handball 1997 (1/8e de Finale)                 |
| 7 décembre 1999  | Bergen, Norvège    | Pologne - France | 21-28 | Championnat du monde féminin de handball 1999 (1/8e de Finale)                 |
| 28 novembre 2024 | Bâle, Suisse       | France - Pologne | 35-22 | Championnat d'Europe féminin de handball 2024 (1er match de tour préliminaire) |

### Roumanie
| Date           | Lieu                | Match             | Score     | Compétition                                                                |
| 3 juillet 1956 | Mannheim, Allemagne | France - Roumanie | 2-5 (1-2) | Championnat du monde féminin de handball à onze 1956 (1er tour - Groupe B) |

| Date              | Lieu                 | Match             | Score        | Compétition                                                         |
| 6 décembre 1986   | Pays-Bas             | Roumanie - France | 27-8         | Championnat du monde féminin de handball 1986 (1er tour - Groupe D) |
| 2 décembre 1999   | Trondheim, Norvège   | France - Roumanie | 22-20        | Championnat du monde féminin de handball 1999 (1er tour - Groupe B) |
| 11 décembre 1999  | Lillehammer, Norvège | Roumanie - France | 17-18        | Championnat du monde féminin de handball 1999 (1/2 Finale)          |
| 25 septembre 2000 | Sydney, Australie    | France - Roumanie | 21-18        | Jeux olympiques de 2000 (1er tour - Groupe A)                       |
| 9 décembre 2005   | Russie               | Roumanie - France | 28-26        | Championnat du monde féminin de handball 2005 (1er tour - Groupe D) |
| 13 décembre 2007  | Paris, France        | France - Roumanie | 31-34 (a.p.) | Championnat du monde féminin de handball 2007 (1/4 de Finale)       |
| 13 août 2008      | Pékin, Chine         | Roumanie - France | 34-26        | Jeux olympiques de 2008 (1er tour - Groupe A)                       |
| 22 août 2008      | Pékin, Chine         | Roumanie - France | 34-36 (a.p.) | Jeux olympiques de 2008 (Match de classement - Places 5 à 8)        |
| 25 septembre 2010 | Aarhus, Danemark     | France - Roumanie | 21-23        | World Cup 2010 (1/2 Finale)                                         |
| 9 décembre 2011   | São Paulo, Brésil    | Roumanie - France | 20-39        | Championnat du monde féminin de handball 2011 (1er tour - Groupe C) |
| 25 mai 2012       | Lyon, France         | France - Roumanie | 24-19        | Tournoi de Qualification pour les Jeux olympiques de 2012           |
| 5 décembre 2024   | Debrecen, Hongrie    | France - Roumanie | 30-25        | Championnat d'Europe (1ère journée - Groupe I)                      |

### Russie
| Date             | Lieu              | Match           | Score        | Compétition                                                               |
| 11 décembre 2003 | Zagreb, Croatie   | France - Russie | 20-19        | Championnat du monde féminin de handball 2003 (Tour principal - Groupe 1) |
| 9 décembre 2007  | Metz, France      | Russie - France | 31-20        | Championnat du monde féminin de handball 2007 (Tour principal - Groupe 1) |
| 19 août 2008     | Pékin, Chine      | Russie - France | 32-31 (a.p.) | Jeux olympiques de 2008 (1/4 de Finale)                                   |
| 13 décembre 2009 | Yangzhou, Chine   | France - Russie | 24-23        | Championnat du monde féminin de handball 2009 (Tour principal - Groupe 1) |
| 20 décembre 2009 | Nankin, Chine     | France - Russie | 22-25        | Championnat du monde féminin de handball 2009 (Finale)                    |
| 30 novembre 2010 | Dijon, France     | France - Russie | 26-31        | Match Amical                                                              |
| 27 novembre 2011 | Paris, France     | France - Russie | 30-26        | tournoi Razel Paris Ile de France 2011 (Finale)                           |
| 14 décembre 2011 | São Paulo, Brésil | Russie - France | 23-25        | Championnat du monde féminin de handball 2011 (1/4 de Finale)             |
| 18 juillet 2012  | Cherbourg, France | France - Russie | 30-31        | Match Amical                                                              |
| 20 juillet 2012  | Cherbourg, France | France - Russie | 28-24        | Match Amical                                                              |
| 6 octobre 2012   | Aarhus, Danemark  | France - Russie | 24-26        | Golden League 2012                                                        |

### Serbie
| Date             | Lieu             | Match           | Score | Compétition                                                               |
| 13 décembre 2012 | Belgrade, Serbie | Serbie - France | 18-17 | Championnat d'Europe féminin de handball 2012 (Tour principal - Groupe 1) |

### Slovénie
| Date             | Lieu                 | Match             | Score | Compétition                                                         |
| 12 mars 1997     | Slovénie             | Slovénie - France | 23-22 | Qualification pour le Championnat du monde féminin de handball 1997 |
| 15 mars 1997     | France               | France - Slovénie | 19-16 | Qualification pour le Championnat du monde féminin de handball 1997 |
| 10 décembre 2010 | Lillehammer, Norvège | France - Slovénie | 29-19 | Championnat d'Europe féminin de handball 2010 (1er tour - Groupe D) |
| 5 juin 2011      | Pau, France          | France - Slovénie | 28-19 | Qualification pour le Championnat du monde féminin de handball 2011 |
| 12 juin 2011     | Ljubljana, Slovénie  | Slovénie - France | 20-28 | Qualification pour le Championnat du monde féminin de handball 2011 |

### Suède
| Date             | Lieu                 | Match          | Score | Compétition                                                                        |
| 30 novembre 1990 | Corée du Sud         | France - Suède | 17-27 | Championnat du monde féminin de handball 1990 (Tour de classement)                 |
| 15 décembre 2001 | Italie               | France - Suède | 22-21 | Championnat du monde féminin de handball 2001 (Match de classement - Places 5 à 8) |
| 7 décembre 2009  | Wuxi, Chine          | France - Suède | 23-21 | Championnat du monde féminin de handball 2009 (1er tour - Groupe A)                |
| 27 novembre 2010 | Paris, France        | France - Suède | 22-25 | tournoi de Paris Ile de France 2010 (1er tour)                                     |
| 14 décembre 2010 | Lillehammer, Norvège | Suède - France | 21-22 | Championnat d'Europe féminin de handball 2010 (Tour principal - Groupe 2)          |
| 12 décembre 2011 | São Paulo, Brésil    | Suède - France | 23-26 | Championnat du monde féminin de handball 2011 (1/8e de Finale)                     |
| 13 juillet 2012  | Drammen, Norvège     | France - Suède | 27-20 | Scandinavian Open Cup 2012                                                         |
| 1er août 2012    | Londres, Royaume-Uni | France - Suède | 29-17 | Jeux olympiques de 2012 (1er tour - Groupe B)                                      |
| 24 novembre 2012 | Bergen, Norvège      | France - Suède | 35-33 | Golden League 2012                                                                 |
| 8 décembre 2012  | Niš, Serbie          | Suède - France | 17-24 | Championnat d'Europe féminin de handball 2012 (1er tour - Groupe B)                |
| 8 août 2024      | Paris, France        | France - Suède | 31-28 | jeux olympiques de 2024 (demi finale)                                              |
| 8 décembre 2024  | Debrecen, Hongrie    | France - Suède | 31-23 | Championnat d'Europe féminin de handball 2024 (3ème journée Groupe I)              |

| Rencontres | Victiores | Nuls | Défaites | Buts pour | Buts contre | Différence |
| ---------- | --------- | ---- | -------- | --------- | ----------- | ---------- |
| 11         | 9         | 0    | 2        | 278       | 253         | 25         |

### Suisse
| Rencontres | Victoires | Nuls | Défaites | Buts pour | Buts contre | Différence |
| ---------- | --------- | ---- | -------- | --------- | ----------- | ---------- |
| 24         | 21        | 1    | 2        | 494       | 356         | +138       |

### Tchéquie
| Date             | Lieu             | Match                       | Score | Compétition                                                               |
| 11 décembre 2012 | Belgrade, Serbie | République tchèque - France | 22-24 | Championnat d'Europe féminin de handball 2012 (Tour principal - Groupe 1) |

### Tunisie
| Date             | Lieu              | Match            | Score | Compétition                                                         |
| 26 novembre 2011 | Paris, France     | France - Tunisie | 34-22 | tournoi Razel Paris Ile de France 2011 (1er tour)                   |
| 5 décembre 2011  | São Paulo, Brésil | Tunisie - France | 17-25 | Championnat du monde féminin de handball 2011 (1er tour - Groupe C) |

### Turquie
| Date             | Lieu                | Match            | Score | Compétition                                                         |
| 17 février 1999  | Diyarbakir, Turquie | Turquie - France | 24-30 | Qualification pour le Championnat du monde féminin de handball 1999 |
| 20 février 1999  | Nantes, France      | France - Turquie | 37-22 | Qualification pour le Championnat du monde féminin de handball 1999 |
| 19 novembre 2011 | Metz, France        | France - Turquie | 34-25 | Qualification pour le Championnat d'Europe féminin de handball 2012 |
| 30 mai 2012      | Antalya, Turquie    | Turquie - France | 23-36 | Qualification pour le Championnat d'Europe féminin de handball 2012 |

### Ukraine
| Date              | Lieu                 | Match            | Score | Compétition                                                |
| 31 janvier 1996   | Ukraine              | Ukraine - France | 19-18 | Qualification pour le Championnat d'Europe 1996            |
| 3 février 1996    | Maubeuge, France     | France - Ukraine | 21-14 | Qualification pour le Championnat d'Europe 1996            |
| 23 avril 1997     | France               | France - Ukraine | 26-24 | Qualification pour le Championnat du monde 1997            |
| 27 avril 1997     | Ukraine              | Ukraine - France | 25-22 | Qualification pour le Championnat du monde 1997            |
| 23 octobre 1997   | ?                    | France - Ukraine | 27-20 | Match amical                                               |
| 17 mars 1999      | Nîmes, France        | France - Ukraine | 24-20 | Qualification pour le Championnat du monde 1999            |
| 21 mars 1999      | Kiev, Ukraine        | Ukraine - France | 19-19 | Qualification pour le Championnat du monde 1999            |
| 1er décembre 1999 | Trondheim, Norvège   | Ukraine - France | 16-18 | Championnat du monde 1999 (1er tour - Groupe B)            |
| 9 décembre 2001   | Bolzano, Italie      | Ukraine - France | 25-33 | Championnat du monde 2001 (1er tour - Groupe A)            |
| 28 novembre 2002  | ?                    | France - Ukraine | 24-21 | Match amical                                               |
| 13 décembre 2003  | Croatie              | France - Ukraine | 28-26 | Championnat du monde 2001 (1/2 Finale)                     |
| 28 août 2004      | Athènes, Grèce       | Ukraine - France | 21-18 | Jeux olympiques de 2004 (Match pour la Médaille de Bronze) |
| 10 décembre 2005  | Russie               | France - Ukraine | 27-32 | Championnat du monde 2005 (1er tour - Groupe D)            |
| 16 décembre 2010  | Lillehammer, Norvège | Ukraine - France | 19-31 | Championnat d'Europe 2010 (Tour principal - Groupe 2)      |

## Liste des matchs contre des sélections n'existant plus

### Allemagne de l'Ouest
| Rencontres | Victoires | Nuls | Défaites | Buts pour | Buts contre | Différence |
| ---------- | --------- | ---- | -------- | --------- | ----------- | ---------- |
| 2          | 0         | 0    | 2        | 29        | 38          | -9         |

### Serbie-et-Monténégro/ RF Yougoslavie
| Date            | Lieu           | Match                         | Score | Compétition                                                         |
| 7 décembre 2003 | Split, Croatie | France - Serbie-et-Monténégro | 27-25 | Championnat du monde féminin de handball 2003 (1er tour - Groupe A) |

### Tchécoslovaquie
| Date              | Lieu    | Match                    | Score     | Compétition                                                      |
| 25 septembre 1949 | Hongrie | France - Tchécoslovaquie | 2-4 (1-4) | Championnat du monde féminin de handball à onze 1949 (1er tour), |

### Yougoslavie
| Date           | Lieu                 | Match                | Score      | Compétition                                                                               |
| 7 juillet 1956 | Darmstadt, Allemagne | France - Yougoslavie | 3-10 (3-4) | Championnat du monde féminin de handball à onze 1956 (Match de classement - Places 5 & 6) |

| Date             | Lieu         | Match                | Score | Compétition                                                         |
| 25 novembre 1990 | Corée du Sud | France - Yougoslavie | 18-23 | Championnat du monde féminin de handball 1990 (1er tour - Groupe A) |